# Werner Walter (Radsportler)
Werner Walter (* 21. April 1910 in Trasadingen; † 26. Juli 1938 in Zürich) war ein Schweizer Bahnradsportler.
Werner Walter wuchs in Köln auf, nachdem seine Eltern aus der Schweiz dorthin gezogen waren. 1935 heiratete er dort auch. Während seiner Zeit als aktiver Radsportler reiste er öfter nach Zürich, um dort zu trainieren und Rennen zu fahren. 
1931 wurde Walter Schweizer Meister im Sprint der Amateure, im Jahr darauf Vizemeister. Beim Sprint-Grand Prix in Kopenhagen im selben Jahr belegte er Rang zwei hinter Olympiasieger Jacobus van Egmond aus den Niederlanden. Später trat er zu den Profis über und fuhr Steherrennen.
Am 26. Juli 1938 trainierte Werner Walter mit seinem Schrittmacher Alois Rüttimann auf der Radrennbahn in Zürich-Oerlikon, als ein Reifen an seinem Rad platzte. Er stürzte auf die Betonbahn und erlitt eine schwere Kopfverletzung, an der er eine knappe Stunde später im Krankenhaus verstarb. Er wurde in Winterthur unter grosser öffentlicher Beteiligung beerdigt.
Werner Walter war nach Ernst Feja (1927) und Emil Richli (1934) der dritte Sportler, der auf der Zürcher Bahn tödlich stürzte.